# Jérôme Roussillon
Jérôme Roussillon, född 6 januari 1993 i Sarcelles i Frankrike, är en fransk fotbollsspelare som spelar för Union Berlin.

## Karriär
Den 12 januari 2023 värvades Roussillon av Union Berlin.